# Vera Rubin
Vera Rubin, pigenavn Vera Cooper (Philadelphia, 23. juli 1928 – Princeton, 25. december 2016) var en amerikansk astronom, der forskede på rotationshastigheder af galakser.
Rubin opdagede forskellen mellem Keplerske rotationshastighed af stjerner og de observerede hastigheder gennem undersøgelse af rotationkurver af galakser. Dette er en stærk indikation for tilstedeværelsen af mørkt stof.

## Biografi
Vera Rubin fik sin bachelorgrad på Vassar College i New York og prøvede derefter at komme ind på Princeton. Princeton accepterede indtil 1975 ingen kvinder i dette fag, og det lykkedes ikke Rubin at komme på uddannelsen. I stedet begyndte hun sin kandidatgrad på Cornell university, hvor hun studerede under Richard Feynman, og Hans Bethe. Hun bestod i 1951 og opdagede en af de første observationer af en afvigelse fra Hubble-loven. De hævdede, at galakser løber rundt om et endnu ukendt centrum, frem for blot at bevæge sig fra hinanden i takt med Universet udvider sig, som Big Bang-teorien forudsiger.

## Død
Vera Rubin døde i 2016 i en alder af 88.

## Anerkendelse og priser
- 1993 National Medal of Science [2]
- 1994 Henry Norris Russell Lektorat[3]
- 1996 Gold medal of the Royal Astronomical Society[4]
- 2002 Gruber Prize i Kosmologi[5]
- 2003 Bruce Medalje[6]
- 2004 James Craig Watson Medalje[7]

Asteroide 5726 Rubin, en satellit, en galakse og et 8,4m teleskop i Chile er opkaldt efter hende. Af en række universiteter, modtog hun en æresdoktorgrad, herunder Yale og Harvard.